# Masuren

Rosa: Masuren (polnische Karte)

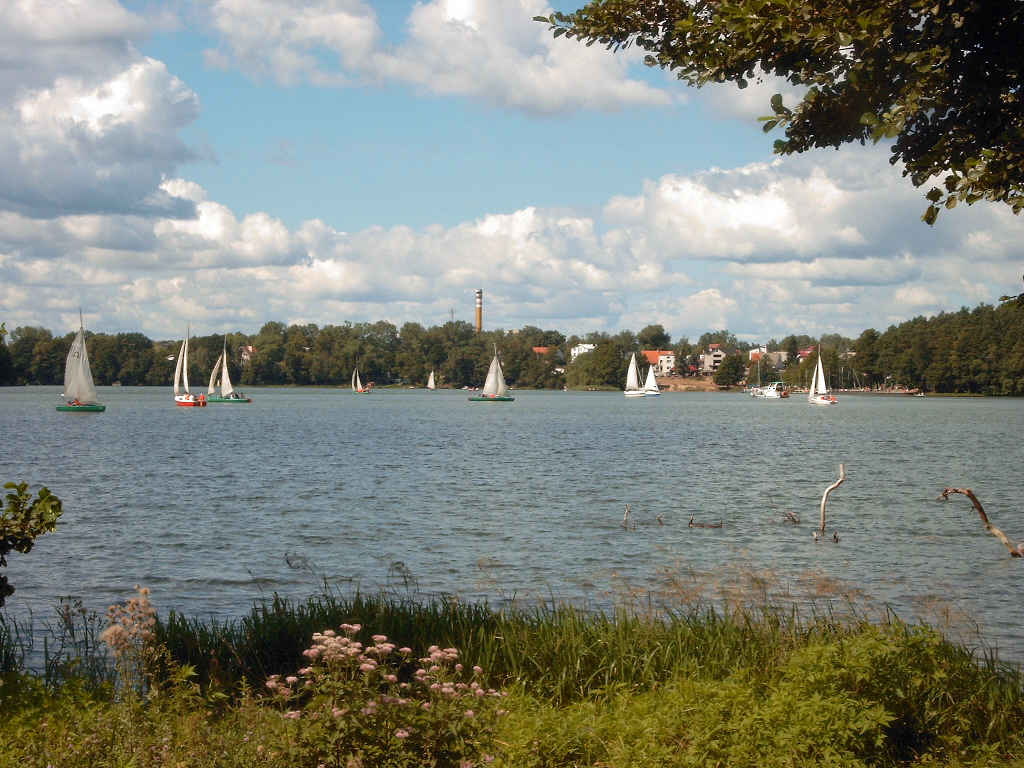
Ruciane-Nida (Niedersee)

Masuren (masurisch Mazurÿ, polnisch Mazury) ist eine ethnokulturelle Region in der im Norden Polens gelegenen Woiwodschaft Ermland-Masuren bzw. im Süden der früheren preußischen Provinz Ostpreußen.

## Name
Der inoffizielle Name Masuren kam ab dem 18. Jahrhundert in Gebrauch, nachdem sich evangelische Zuwanderer aus dem südlicher gelegenen Masowien in Ostpreußen angesiedelt hatten. Der Eigenname der Masowier bedeutet „Mensch“ oder „Einwohner“ und geht auf das polnische mąż („Ehemann“) zurück. Der polnische Name Mazury ist im Gegensatz zum deutschen ein grammatischer Plural. Seit der Zuteilung des südlichen Ostpreußens an Polen nach dem Zweiten Weltkrieg ist Masuren die größte Seenlandschaft Polens.

## Grenzen und Gebiet
Im Norden grenzt die Region an das Ermland (das Gebiet des ehemaligen Fürstbistums Ermland); in Westen grenzt sie an die Regionen Unteres Weichseltal (das Gebiet des ehemaligen Regierungsbezirks Westpreußen einschließlich Saalfeld und Alt Christburg, aber mit Ausnahme der Frischen Nehrung) und Hockerland (das Gebiet der ehemaligen Landkreise Preußisch Holland sowie Mohrungen, mit Ausnahme Saalfelds und Alt Christburgs); im Süden und Osten grenzt sie an Masovien, Podlachien und Suwalszczyzna/Suvalkija; die Grenze folgt dort der früheren Süd- und Ostgrenze Ostpreußens. Im Nordosten sind die zu Polen gehörenden Anteile von Barten und Kleinlitauen benachbart; dort gibt es keine exakt festgelegte Grenze.
Grob beschrieben umfasst der Westteil Masurens das Fünfeck Działdowo (Soldau), Dąbrówno (Gilgenburg), Ostróda (Osterode), Olsztynek (Hohenstein) und Nidzica (Neidenburg), einschließlich Miłomłyn (Liebemühl); der Ostteil umfasst das Zwölfeck Nidzica (Neidenburg), Pasym (Passenheim), Mrągowo (Sensburg), Ryn (Rhein), Kętrzyn (Rastenburg), Węgorzewo (Angerburg), Olecko (Marggrabowa, ab 1928 Treuburg), Ełk (Lyck), Biała Piska (Bialla, ab 1938 Gehlenburg), Pisz (Johannisburg/Johannisburger Heide), Ruciane-Nida (Rudczanny, ab 1938 Niedersee) und Wielbark (Willenberg), einschließlich Szczytno (Ortelsburg), Giżycko (Lötzen), Sztynort ((Groß) Steinort), Mikołajki (Nikolaiken) und Orzysz (Arys).

## Landschaft
Der Westteil befindet sich auf der Eylauer Seenplatte, der Ostteil auf der Masurischen Seenplatte. Die Kleinstadt Nidzica (Neidenburg), wo die beiden Teile zusammenlaufen, liegt hingegen auf der Kulm-Dobriner Seenplatte. Für Friedrich Ratzel hatte Masuren einen „amphibischen Charakter“ wie Finnland, Neufundland, Maine und Minnesota.

## Bevölkerung
Das ehemalige Alt-Preußenland reichte noch weiter südlich als das spätere Ostpreußen und wurde ursprünglich von den prußischen Pogesaniern, Barten, Galindern und Sudauern bewohnt. Seit dem Erscheinen der Polanen und Masowier sahen sich die Prußen vielfachen Eroberungsversuchen ausgesetzt. Nachdem der Papst Kreuzzüge ausgerufen hatte, wurde Preußen im 13. Jahrhundert durch den Deutschen Orden erobert. Es gehörte zusammen mit Livland und Kurland zuerst zum Deutschordensstaat und ab 1525 zum Herzogtum Preußen, das vom Zweiten Frieden von Thorn 1466 bis zum Vertrag von Oliva 1660 unter polnischer Lehnshoheit stand.
Die Bevölkerung setzte sich aus christianisierten und germanisierten Prußen, deutschen Kolonisten und evangelischen Siedlern aus dem benachbarten polnischen Masowien zusammen und sprach bis ins 19. Jahrhundert hinein mehrheitlich Masurisch, eine mit deutschen Lehnwörtern durchsetzte, dem Polnischen ähnliche slawische Sprache. Im Laufe des 19. Jahrhunderts verbreiteten sich die Deutschkenntnisse, und spätestens zu Beginn des 20. Jahrhunderts fand ein Sprachwechsel statt, indem das Masurische nicht mehr an die nachfolgenden Generationen weitergegeben wurde.

## Geschichte

### Namensherkunft und „Urbevölkerung“
Die erste namentlich bekannte Ethnie auf dem Gebiet des heutigen Masuren waren die ostgermanischen Skiren. Im Verlauf der Völkerwanderung wurden sie Vasallen der Hunnen. Die Herkunft des Namens des Jahrhunderte später entstandenen benachbarten Landes Masowien geht auf Masos (auch Maslao geschrieben), einen Mundschenk der ersten Polanen, zurück. 1834 wurde der Ursprung auch im Reitervolk der Massageten angenommen; aber auch der pannonisch-dalmatinische Volksstamm der Mazei wird wegen der Ähnlichkeit vieler Toponyme nicht ausgeschlossen. Danach ginge die Namensbedeutung auf maz ‚groß‘ (Bergname Massarus) zurück.
Die Ursprache der späteren Masowier könnte ein protopolnischer Dialekt gewesen sein. Bei der Ankunft und Staatenbildung der Polanen um das Jahr 1000 n. Chr. unternahmen diese wiederholte Eroberungsangriffe auf die nördlich angrenzenden prußischen Stämme. Der von den aus Masowien während der Reformationszeit im südlichen Ostpreußen eingewanderten evangelischen Personen gesprochene masurische Dialekt geht auf polnische Wurzeln zurück, ist jedoch je nach Region stark mit anderen Sprachen vermengt: Im nordöstlichen Teil gab es ein Gemisch aus Litauisch und Polnisch, im westlichen Teil dagegen eine starke Vermischung mit Deutsch. Im Inneren Masurens kamen sehr unterschiedliche Mundarten vor; am wenigsten geschätzt wurden im übrigen Ostpreußen diejenigen der Gegenden um Angerburg und Lötzen. Das reinste Polnisch traf man in der Gegend um Soldau an. Zwischen der gewöhnlichen Umgangssprache und dem kirchlichen Polnisch gab es erhebliche Unterschiede.

### Geschichte seit dem 12. Jahrhundert
1226 bat der polnische Seniorherzog Konrad von Masowien den Deutschen Orden um Hilfe gegen die heidnischen Prußen, die in Sassen, um Löbau (Lubava), Barta, Galinden und Sudauen im Altprußenland wohnten, wo um die Reformationszeit auch Masuren siedelten. Der Orden wurde erst tätig, nachdem ihm 1226 der römisch-deutsche Kaiser Friedrich II. und 1230 Konrad von Masowien die unumschränkte Hoheit über alle zu erobernden Gebiete garantiert hatte.
Im 13. Jahrhundert unterwarf der Deutsche Orden die baltisch-prußischen Stämme der Sudauer und Galinder und siedelte Sudauer nach dem Samland und dem Memelland um. In das Gebiet des jetzigen Masuren wanderten Siedler aus Westfalen und Niedersachsen ein, die der Deutsche Orden angeworben hatte. Nach mehreren Kriegen zwischen dem Orden auf der einen, dem Königreich Polen und dem Preußischen Bund auf der anderen Seite musste ersterer im Zweiten Thorner Frieden 1466 den Westteil seines Herrschaftsgebietes an die polnische Krone abtreten und sich mit dem Rest, zu dem auch (das allerdings erst seit dem 18. Jahrhundert so genannte) Masuren gehörte, polnischer Lehenshoheit unterstellen.
1525 wurde dieser Ordensstaat unter Albrecht von Brandenburg-Ansbach auf Anraten Luthers protestantisch und in das weltliche Herzogtum Preußen umgewandelt, das wiederum unter polnischer Lehenshoheit blieb. In der späten Ordens- und der frühen herzoglichen Zeit wurden die bisher dünnbesiedelten Teile Preußens mit Litauern (Preußisch-Litauen) und Masowiern (Masuren) besiedelt. Nach der Reformation rissen deren Verbindungen nach Polen weitgehend ab.
Das Herzogtum Preußen wurde 1618 in Personalunion mit dem Kurfürstentum Brandenburg verbunden. Während des Zweiten Nordischen Krieges (1655–1660) wurde Masuren von polnischen Truppen erobert; mit Bezug auf die auf Seiten Polens kämpfenden Lipka- und Krimtataren gingen diese von Christoph Hartknoch beschriebenen Ereignisse als „Tatareneinfall“ in die masurische Überlieferung ein. Fast alle masurischen Städte und zahlreiche Dörfer wurden zerstört; mehr als 50 Prozent der Einwohner Masurens starben in den Jahren 1656 und 1657, 23.000 von ihnen an den unmittelbaren Kriegseinwirkungen, 80.000 an Krankheiten und Hunger; 3.400 wurden in die Sklaverei verschleppt. Als Folge des Krieges löste sich das Herzogtum Preußen 1660 durch den Vertrag von Oliva aus der polnischen Lehenshoheit. Da Preußen nun weder dem König von Polen noch dem Heiligen Römischen Reich unterstand, konnte der regierende Kurfürst für Preußen die Königswürde erwerben und sich 1701 in Königsberg als Friedrich I. gewissermaßen selbst zum König in Preußen krönen, ohne einem anderen Herrscher den Lehnseid leisten zu müssen.
Die Pestepidemie von 1709/10 erreichte Masuren bereits im August 1708, als im Dorf Bialutten der erste Pesttote registriert wurde; Mitte September 1708 kam es zu einem Pestausbruch in Hohenstein. In der Folgezeit griff die Epidemie, wenn auch mit deutlichen regionalen Abweichungen, auf ganz Masuren über. In den westlichen Ämtern Osterode, Hohenstein und Gilgenburg starben in den Jahren 1709 und 1710 insgesamt 1.463 Menschen, im Hauptamt Seehesten 677. Demgegenüber starben im Hauptamt Rhein 6.789, in Stadt und Kirchspiel Johannisburg 1.815 und im Kirchspiel Bialla 1.455 Einwohner. In der Stadt Lötzen blieben von 919 Bewohnern lediglich 119 am Leben.
Seit dem 18. Jahrhundert benannte man die Landschaft und die Gesamtheit ihrer zahlreichen Seen nach den evangelischen „Masuren“, die im 15. bis 18. Jahrhundert aus Masowien eingewandert waren.

### Entwicklungen seit dem 19. Jahrhundert
In Verfolg einer Kabinettsordre vom 22. Mai 1811 legte Johann August Sack am 14. August 1811 einen umfangreichen Bericht über eine neue Landeseinteilung vor. Zu Masuren heißt es:

„Zwar nicht so dringend nötig, aber doch nicht minder heilsam ist es, wenn Masuren, welches jetzt unter die Ostpreußische und Litthauische Regierung geteilt ist und den südlichen Teil von beiden Departments ausmacht, unter einen gemeinschaftlichen Präsidenten gestellt würde, unter Aufhebung der Litauischen Regierung. Masuren erfordert wegen Gleichheit der Sprache, Sitten, Kultur und Gewerbe seiner Bewohner – protestantische Polen – ebenfalls eine große Einheit in Rücksicht seiner Verwaltung, und hat durchgängig ein übereinstimmendes Agrikultur-Interesse. [Die] durch die Entlegenheit seiner Provinzialbehörden geschwächte Sorgfalt der Administration [habe Masuren in Entwickelung und Vervollkommnung seiner Kräfte zurückgehalten und] mache es einer besonderen Aufsicht und Fürsorge ebenso wert als bedürftig.“

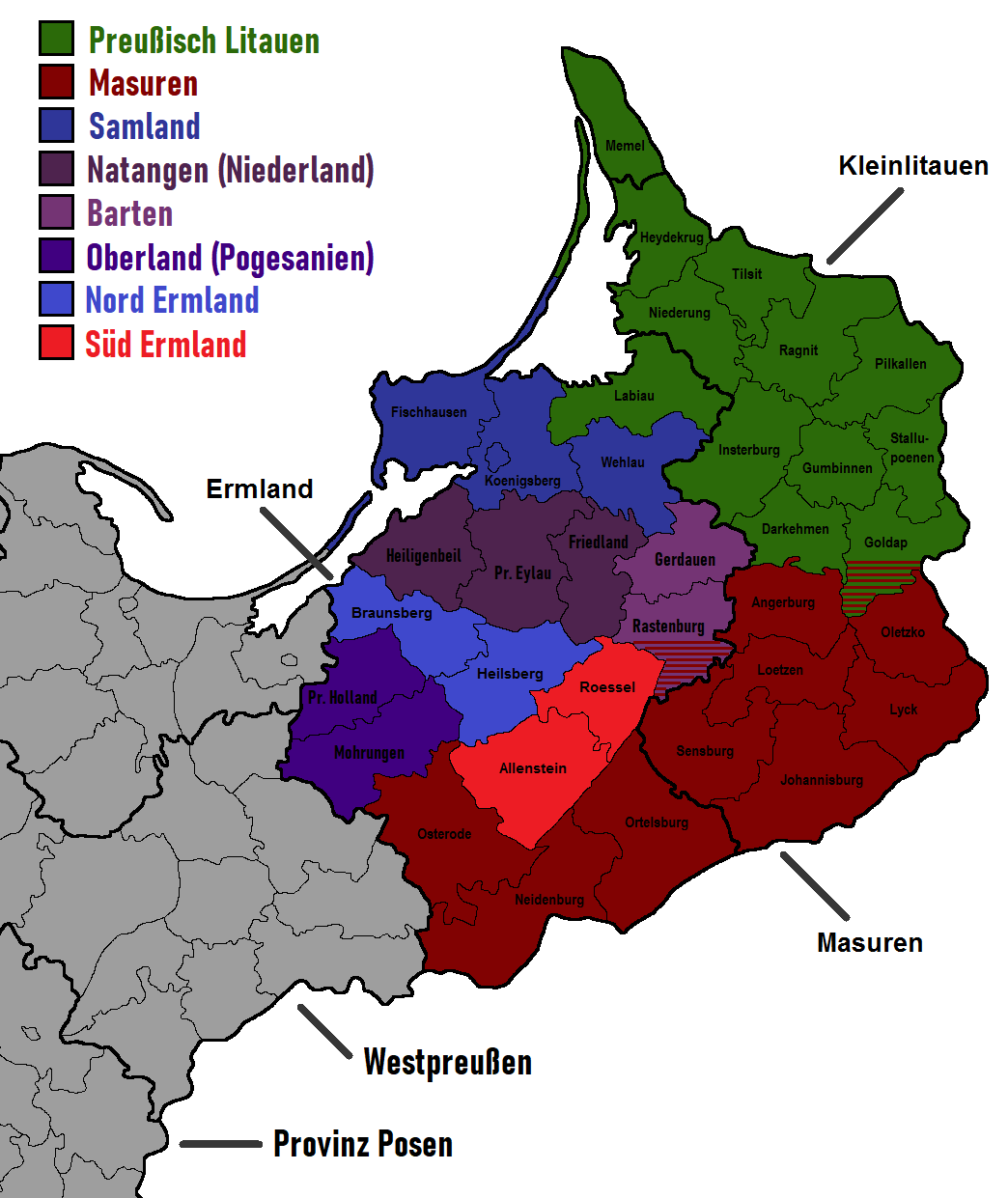
Masuren innerhalb Ostpreußens

Die moderne Verwaltung und die allgemeine Schulpflicht bewirkten seit der Mitte des 19. Jahrhunderts eine zunehmende Eindeutschung der Masuren. Bis etwa zur Reichsgründung verfolgte der preußische Staat eine tolerante Sprachenpolitik. Die Unterrichtssprache in den Volksschulen des jeweiligen Kreises war die mehrheitlich dort gesprochene Sprache, d. h. in mehrheitlich polnischsprachigen Kreisen wurde in der Regel auf Polnisch unterrichtet (auch für die Kinder deutscher Muttersprache). Diese Politik änderte sich nach der Reichsgründung, als nach und nach überall Deutsch als Unterrichtssprache eingeführt wurde. Im Gegensatz zur überwiegend katholischen und somit vom Kulturkampf betroffenen polnischen und kaschubischen Bevölkerung des preußischen Teilungsgebiets Polens (Provinzen Posen und Westpreußen sowie das Ermland) ebenso wie der polnischsprachigen Bevölkerung Ostoberschlesiens erfolgte die Assimilation der evangelischen Masuren ohne nennenswerten Widerstand. Es fehlte ihnen, wie nationalpolnische Historiker beklagten, das Zugehörigkeitsgefühl zur polnischen Nation. Der in Lötzen als Adalbert von Winkler geborene und zum Polentum konvertierte Wojciech Kętrzyński beanspruchte in seiner 1872 erschienenen Schrift O Mazurach („Über die Masuren“) die Masuren bzw. deren Siedlungsgebiet ganz für einen künftigen polnischen Nationalstaat. In dieser ersten Schrift stellte Kętrzyński die These auf, dass die polnischen Masuren die ersten Bewohner der Gegend gewesen seien. Diese Behauptung vertrat er in seinem zweiten, umfassenderen, 1882 in Lemberg erschienenen Werk nicht mehr; jedoch argumentierte er, dass der Deutsche Ordensstaat die Urbarmachung und Kolonisation Masurens praktisch ausschließlich mit polnischen Siedlern durchgeführt habe, so dass Polen ein historisches Recht auf dieses Land habe. Von diesen Argumenten blieben die meisten Masuren unbeeindruckt und der Gebrauch der polnischen Sprache nahm kontinuierlich ab. Um 1875 gebrauchten noch etwa 66 Prozent der damals etwa 400.000 Bewohner die masurische oder polnische Sprache, während 34 Prozent Deutsch sprachen. Im Rahmen der Volkszählung von 1910 gaben etwa 29 Prozent der Bewohner Masurisch, 13 Prozent Polnisch und 58 Prozent Deutsch als Muttersprache an. Bei allen Reichstagswahlen zwischen 1871 und 1912 dominierte in den südlichen Wahlkreisen Ostpreußens die Konservative bzw. Deutschkonservative Partei. Liberale Parteien wie die Deutsche Fortschrittspartei oder die Nationalliberale Partei konnten ebenfalls Erfolge erzielen, die pro-polnische Masurische Volkspartei blieb weitgehend unbedeutend.
Im Zuge der Industrialisierung wanderten im späten 19. Jahrhundert zahlreiche Einwohner Masurens in die westlichen Industriegebiete ab. Im Jahr 1908 lebten etwa 120.000 bis 130.000 Masuren im Ruhrgebiet, wo sie als Teil der sogenannten Ruhrpolen wahrgenommen wurden. Beispielsweise waren zwischen 1884 und 1904 allein nach Gelsenkirchen 18.275 Masuren zugezogen, auf der Zeche Graf Bismarck arbeiteten im Jahr 1900 2.174 Masuren. 1920 zählte Gelsenkirchen 67.000 Masuren, die zur Volksabstimmung in ihre Heimatorte reisten. Regionale Ansiedlungsschwerpunkte im Ruhrgebiet bildeten Wattenscheid für Neidenburger und Soldauer, Bochum für die Osteroder und Wanne für Lötzener. Im mittleren Ruhrgebiet waren manche Stadtteile masurisch geprägt, so erhielt Gelsenkirchen-Schalke den Beinamen „Klein-Ortelsburg“.
Während des Ersten Weltkriegs drangen russische Truppen weit in Ostpreußen ein. In Masuren fanden vom 26. bis 31. August 1914 die Schlacht bei Tannenberg, vom 6. bis 14. September 1914 die Schlacht an den Masurischen Seen sowie vom 7. bis 27. Februar 1915 die Winterschlacht in Masuren statt. 277.000 Einwohner Masurens waren vor der russischen Invasion geflohen oder evakuiert worden, 707 Zivilisten wurden während der russischen Besatzung getötet, 2.713 nach Russland deportiert. Die großen deutschen Siege hinterließen bei den Bewohnern Masurens einen tiefen Eindruck. Bei der Benennung des Schlachtortes wurde von deutscher Seite bewusst an den alten Mythos der Schlacht von Tannenberg (1410) angeknüpft. Der Wiederaufbau der kriegszerstörten Gebiete Masurens begann noch während des Krieges im Rahmen der „Ostpreußenhilfe“, so übernahm der Regierungsbezirk und die Stadt Köln die Patenschaft für den Kreis Neidenburg, Frankfurt a. M. für Lötzen, Berlin-Charlottenburg für Soldau, Berlin-Wilmersdorf und Wien für Ortelsburg sowie der Regierungsbezirk Oppeln für Lyck. Die Planungen erfolgten hierbei sowohl durch einheimische Architekten als auch durch bekannte Architekten aus anderen Regionen, so erstellte Bodo Ebhardt bereits 1916 einen Bebauungsplan für Neidenburg. Planungen von Bruno Möhring flossen in den Wiederaufbau von Ortelsburg ein, der Entwurf des Wiener Architekten Josef Hoffmann für den Bau eines Rathauses in Ortelsburg wurde allerdings nicht umgesetzt.

Abstimmungsergebnisse in Ostpreußen in den Grenzen von 1920 (untere Karte) sowie Sprachenverhältnisse nach der Volkszählung 1910 (obere Karte)

Die nach dem Ende des Ersten Weltkriegs entstandene Zweite Polnische Republik erhob Anspruch auf Masuren. Aufgrund des Versailler Vertrages wurde am 11. Juli 1920 in einigen westpreußischen Kreisen und in Masuren unter der Aufsicht einer Interalliierten Kommission eine Volksabstimmung abgehalten. Im eigentlichen Masuren entschieden sich 99,32 Prozent für den Verbleib bei Ostpreußen und damit bei Deutschland. Im gesamten Abstimmungsgebiet Allenstein (einschließlich Südermland) stimmten bei 87,31 Prozent Wahlbeteiligung 97,86 Prozent für Ostpreußen (363.159 Stimmen), 7.924 Stimmberechtigte (2,14 Prozent) votierten für Polen. Im Rahmen der Volkszählung von 1925 gaben 805 Bewohner Masurens Polnisch als Muttersprache und deutschlandweit insgesamt 81.641 Masurisch als Mutter- oder Zweitsprache an. Pro-polnische Parteien erzielten auch in den Jahren der Weimarer Republik auf Provinzialebene Wahlergebnisse im Bereich um 1 %.
Bei der Wahl zur Deutschen Nationalversammlung im Januar 1919 errang die SPD in Masuren die absolute Mehrheit, im Verlauf der 1920er Jahre wählte Masuren aber weiterhin politisch konservativ, die DNVP erzielte hier regelmäßig Wahlsiege. Masuren blieb durch die kleinbäuerliche Struktur geprägt, zusätzlich wirkte sich die Errichtung des Polnischen Korridors wirtschaftlich negativ aus. Die im Rahmen der Ostpreußenhilfe erfolgten Steuersenkungen und Subventionen stützten vorrangig landwirtschaftliche Großbetriebe und führten damit für viele masurische Betriebe nicht zu einer wirtschaftlichen Besserung. In den späten 1920ern konnte die NSDAP erste Erfolge in Masuren verbuchen, bei der Reichstagswahl Juli 1932 erzielte sie ihr deutschlandweit bestes Ergebnis im Kreis Lyck mit 70,6 %, gefolgt von Neidenburg mit 69,0 % und Johannisburg mit 68,1 %.
Während der Novemberpogrome 1938 wurden die Ortelsburger und Neidenburger Synagogen zerstört, in Neidenburg wurden zwei Menschen von lokalen SA-Männern getötet. Im Zuge der Umbenennung von Orten in Ostpreußen im Jahr 1938 wurden zahlreiche masurische Ortsnamen geändert.
Der Zweite Weltkrieg hatte zunächst nur geringe unmittelbare Auswirkungen auf Masuren. Im Herbst 1944 wurde ein 30 km breites Gebiet entlang der ostpreußischen Ostgrenze evakuiert; dies betraf insbesondere den Kreis Oletzko, dessen Zivilbevölkerung im Oktober 1944 zu 40 Prozent nach Sachsen evakuiert wurde, und den Kreis Lyck. Weitere planmäßige Evakuierungen erfolgten jedoch nicht, vielmehr wurden Fluchtvorbereitungen als Defätismus gewertet. Im Zuge der Ostpreußischen Operation der Roten Armee wurde Masuren im Januar 1945 vollständig besetzt; als letzte Stadt Masurens wurde Sensburg am 29. Januar 1945 erobert. Nachdem die Rote Armee bereits am 26. Januar das Frische Haff erreicht hatte, war eine weitere Flucht nur noch über den Seeweg möglich; viele zuvor geflüchtete Masuren kehrten daher im Verlauf des Jahres 1945 wieder in ihre Heimatorte zurück. Nach der Eroberung wurden sämtliche arbeitsfähigen Personen zwischen 18 und 50 Jahren in die Sowjetunion deportiert, von ihnen kehrten mehr als die Hälfte nicht zurück.

### Nach 1945
Die Rote Armee überließ Masuren noch vor Kriegsende der Volksrepublik Polen in Gestalt der am 17. März 1945 gebildeten Woiwodschaft Allenstein. Zu diesem Zeitpunkt lebten noch etwa 36 Prozent der Vorkriegsbevölkerung in Masuren, die Städte waren zu 40 bis 50 Prozent, die Dörfer zu 25 bis 30 Prozent zerstört. Die bisherigen Ortsnamen wurden in den Folgejahren polonisiert, wobei weitgehend wieder auf die alten prußischen und masurischen Namen zurückgegriffen wurde; in Einzelfällen erhielten Städte auch Namen zu Ehren von mit Masuren verbundenen Personen.
Bereits 1943 hatte der aus Soldau stammende Karl Mallek dem Lubliner Komitee ein Konzept zur „Repolonisierung“ Masurens vorgelegt, das die einheimische Bevölkerung anhand von ethnischen – nach Einschätzung Andreas Kosserts rassistischen, der Volksliste der Nazis entsprechenden – Kriterien als „germanisierte Polen“ oder Deutsche klassifizierte. Mallek ging auch von einer Rückwanderung aus Westfalen aus; dadurch sollte nach der Vertreibung der als deutsch klassifizierten Bevölkerung die Region neu besiedelt werden. Anhand dieser Kriterien wurden im Juni 1945 9.527 Masuren und 145.573 Deutsche in der gesamten Woiwodschaft Allenstein erfasst, bis zum 25. August 1945 stieg die Zahl der Ermländer und Masuren auf 30.858 gegenüber 142.312 Deutschen. Am 1. Juni 1946 befanden sich schließlich 65.279 „Autochthone“ und noch 98.472 Deutsche im Gebiet der Woiwodschaft. Die als „autochthon“ eingestufte Bevölkerung erhielt – mit der Auflage des Nichtgebrauchs der deutschen Sprache und der Ablegung deutscher Vor- und Familiennamen – ein Bleiberecht. Die übrigen Bewohner Masurens wurden als Deutsche eingestuft und bis auf wenige Ausnahmen aus Masuren vertrieben. Ab 1946 erfolgte eine verstärkte Besiedelung aus den benachbarten Gebieten Nordmasowiens und der Kurpie, 1947 wurden Ukrainer aus Südost-Polen im Rahmen der Aktion Weichsel zwangsweise nach Masuren umgesiedelt, 1948 stellten Zuwanderer aus Zentralpolen aber weiterhin ca. 75 Prozent der Neusiedler.
Die „autochthone“ Bevölkerung sollte bei einer ersten „Verifizierungs“-Aktion im Oktober 1946 die polnische Staatsangehörigkeit annehmen, 37.736 Masuren entschieden sich hierzu, während 30.804 dies verweigerten. Allein im Kreis Sensburg standen 16.385 Einheimischen ohne polnische Staatsangehörigkeit nur 6.879 „Verifizierte“ gegenüber. Ende 1948 wurde der ehemalige Chef der Lodzer Geheimpolizei UB, Mieczysław Moczar, Woiwode der Woiwodschaft Allenstein und initiierte eine zweite „Große Verifizierungskampagne“, die durch Anwendung unmittelbarer Gewalt die Anzahl nicht-verifizierter Masuren reduzierte. Masuren, die sich bis dahin verweigert hatten, wurden verhaftet und gewaltsam zur Annahme der polnischen Staatsangehörigkeit gezwungen. Allein im Kreis Sensburg blieben von 6.858 „nicht-verifizierten“ Masuren im August 1948 noch 166 im März 1949. Per Dekret vom 8. Januar 1951 wurde schließlich sämtlichen noch in Polen lebenden deutschen Staatsbürgern die polnische Staatsbürgerschaft zuerkannt.
Mit der einsetzenden Entstalinisierung verließen ab 1956 zahlreiche Masuren als Spätaussiedler ihre Heimat – allein zwischen 1956 und 1958 sank die Zahl der „Autochthonen“ in Masuren von 54.946 auf 36.539 – und übersiedelten insbesondere in den 1970er und 1980er Jahren in die Bundesrepublik Deutschland. Heute bildet Masuren zusammen mit dem Ermland die Woiwodschaft Ermland-Masuren (polnisch Warmińsko-Mazurskie).

## Religion

### Christentum
Die Bewohner Masurens waren seit der Reformation bis zum Ende des Zweiten Weltkriegs mehrheitlich Lutheraner. Bereits 1533 wurde in Königsberg eine polnische Übersetzung von Martin Luthers Kleinem Katechismus herausgegeben; in Lyck publizierten Jan und Hieronymus Maletius ebenfalls zahlreiche Erstübersetzungen reformatorischer Schriften. Nach Gründung der Universität Königsberg („Albertina“) im Jahr 1544 stiftete Herzog Albrecht für die muttersprachliche seelsorgerische Betreuung der Masuren sieben Stipendien für polnischsprachige Studenten. Das 1728 von König Friedrich Wilhelm I. eingerichtete Polnische Seminar der Albertina diente der Ausbildung evangelischer Geistlicher für Masuren; noch bis 1918 blieben Polnisch-Kenntnisse für evangelische Geistliche in Masuren verpflichtend.
Nach ihrem Verbot in Polen im Jahr 1658 siedelte sich eine Gruppe der unitarischen Polnischen Brüder in Masuren an; unter ihnen befanden sich der Barockdichter Zbigniew Morsztyn sowie der zum kurfürstlichen Rat berufene Samuel Przypkowski. Dieser pachtete 1666 den Ort Andreaswalde, wo er mit weiteren Glaubensflüchtlingen aus Polen und Litauen eine unitarische Gemeinde gründete, die bis 1803 bestand. Ab 1830 siedelten sich Philipponen, aus Russland stammende russisch-orthodoxe Altgläubige, in Eckertsdorf und einigen weiteren Dörfern in der Johannisburger Heide südlich von Nikolaiken an; einzelne altgläubige Familien entgingen der Vertreibung und sind hier bis heute anzutreffen.
Im Zuge der fortschreitenden Germanisierung – seit 1888 war der schulische Religionsunterricht ausschließlich deutschsprachig – und der nicht mehr gewährleisteten masurisch-muttersprachlichen Betreuung wurde im späten 19. Jahrhundert die von Christoph Kukat in Preußisch Litauen gegründete, außerhalb der offiziellen Amtskirche seelsorgerisch tätige „Gromadki“-Laienpredigerbewegung auch in Masuren populär.
Die nach Kriegsende in Masuren tätigen evangelischen Geistlichen der Evangelisch-Augsburgischen Kirche in Polen (EAK) waren meist ortsfremd und während des Krieges der Verfolgung durch die deutschen Besatzer ausgesetzt gewesen, zum Teil waren sie aus deutschen Konzentrationslagern zurückgekehrt. Demgegenüber trafen sie auf eine weitgehend deutschsprachige Bevölkerung in einer Region, in der die NSDAP 1933 die besten Wahlergebnisse im Deutschen Reich erzielt hatte. Nachdem führende Vertreter der EAK bereits während der Volksabstimmung 1920 für einen Anschluss an Polen geworben hatten, der seelsorgerische Gebrauch der deutschen Sprache verboten war und die EAK der offiziellen Regierungshaltung zur Re-Polonisierung der Masuren folgte, war das Verhältnis der einheimischen Masuren zur Amtskirche oft ambivalent; es kam zu einer Wiederbelebung der Gromadki-Bewegung, nunmehr unter sprachlich umgekehrten Vorzeichen. Der evangelische Glaube wurde im Alltag mit deutscher Nationalität gleichgesetzt und evangelische Christen als westliche Agenten diffamiert; noch bis 1990 berichtete etwa Janusz Jagucki, Pfarrer der Evangelischen Gemeinde Giżycko (Lötzen) und späterer Bischof der EAK, dem polnischen Geheimdienst Służba Bezpieczeństwa über seine Gemeinde.
Die stetige Abwanderung der evangelischen Masuren führte zu einer relativen Zunahme des Katholizismus; hierbei kam es noch bis in die frühen 1980er Jahre zu illegalen, zum Teil gewaltsamen Besetzungen evangelischer Kirchen. So wurde etwa am 23. September 1979 die Kirche in Spychowo (Puppen) während des laufenden Gottesdienstes gewaltsam übernommen; in Gawrzyjałki (Gawrzyalken) wurden am 20. April 1980 die Kirchentüren aufgebrochen und das Gebäude, ebenso wie in Ukta, Nawiady (Aweyden), Szestno  (Seehesten) und Baranowo (Barranowen), illegal besetzt.
Aufgrund der Flucht und Vertreibung der Deutschen und durch Ansiedlung von mehrheitlich katholischen Polen stellen die Protestanten heute nur eine kleine Minderheit. Inwieweit heute noch von einer durch das traditionelle evangelische Bekenntnis geprägten masurischen Identität gesprochen werden kann, ist umstritten.
| Jahr | Anzahl der Mitglieder der Diözese Masuren der Evangelisch-Augsburgischen Kirche in Polen |
| ---- | ---------------------------------------------------------------------------------------- |
| 1950 | 68.500                                                                                   |
| 1955 | 46.144                                                                                   |
| 1958 | 24.822                                                                                   |
| 1961 | 21.174                                                                                   |
| 1964 | 16.368                                                                                   |
| 1967 | 12.374                                                                                   |
| 1970 | 07.043                                                                                   |
| 1976 | 04.790                                                                                   |
| 1981 | 03.536                                                                                   |

### Judentum

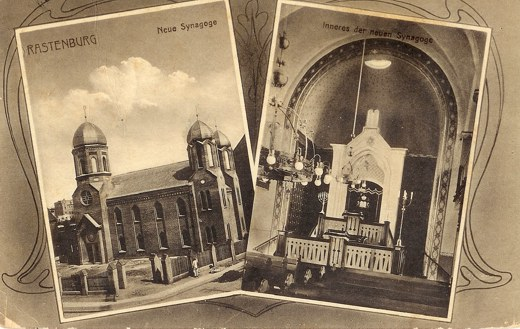
Synagoge Rastenburg

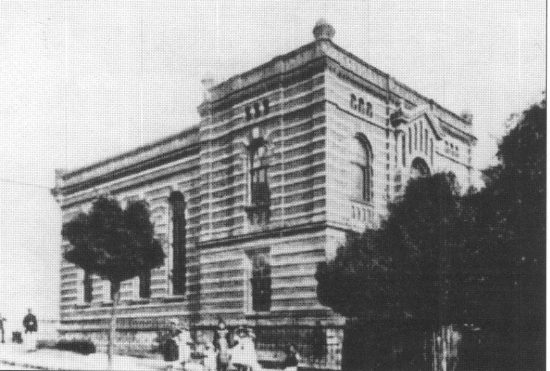
Synagoge Osterode

Die Ansiedlung von Juden war in Masuren lange Zeit verboten, nur in Ausnahmefällen wurden Schutzjuden geduldet. 1567 erließ Herzog Albrecht eine Verordnung zur Ausweisung ausländischer Juden; 1738 wurde ein Edikt gegen „litauische Betteljuden“ und 1763 ein Edikt „wider das hausiren und insbesondere wider das Geld-Verwechslen der Juden auf dem platten Lande“ erlassen. Erst nach dem Judenedikt von 1812 kam es zu einer verstärkten Ansiedlung. Nach der Legalisierung durch das Judengesetz von 1847 gründeten sich in zahlreichen Städten Synagogen-Gemeinden; zu diesem Zeitpunkt lebten in den Kreisen Ortelsburg und Johannisburg insgesamt 419 Juden, im Kreis Lyck existierten 1864 54 jüdische Haushalte. Synagogen existierten in Deutsch Eylau, Gilgenburg, Goldap, Hohenstein, Johannisburg, Lötzen, Lyck, Marggrabowa/Treuburg, Neidenburg, Nikolaiken, Ortelsburg, Osterode, Prostken, Rastenburg, Sensburg und Soldau.
Die wohl berühmteste aus Masuren stammende Persönlichkeit jüdischen Glaubens war der „Eisenbahnkönig“ Bethel Henry Strousberg, darüber hinaus hatten Kurt Blumenfeld, Siegfried Heinrich Aronhold, Leo S. Olschki und der Filmproduzent Paul Davidson masurische Wurzeln.

## Persönlichkeiten masurischer Herkunft
- August Ballnus (1807–1871), Theologe
- Friedrich Baltrusch (1876–1949), Politiker
- Konrad Biesalski (1868–1930), Orthopäde und Hochschullehrer
- Kurt Blumenfeld (1884–1963), Zionist
- Joachim Freiherr von Braun (1905–1974), Jurist
- August Broda (1867–1932), Baptistenpastor
- Ingrid van Bergen (* 1931), Schauspielerin
- Abraham Calov (1612–1686), Theologe
- Otto von Corvin (1812–1886), Schriftsteller und Kirchenkritiker
- Friedrich Dewischeit (1805–1884), Dichter des Masurenliedes
- Lothar Gall (1936–2024), Historiker
- Gustav Gisevius (1810–1848), Sprachforscher
- Ferdinand Gregorovius (1821–1891), Journalist und Historiker, Ehrenbürger von Rom
- Gustav Großmann (1893–1973), Schriftsteller, Psychologe und Urheber der Großmann-Methode
- Paul Hensel (1867–1944), Vorkämpfer für den Verbleib Masurens bei Deutschland
- Andreas Hillgruber (1925–1989), Historiker
- Arno Holz (1863–1929), Dramatiker
- Joachim Kaiser (1928–2017), Kritiker
- Hans Hellmut Kirst (1914–1989), Schriftsteller
- Waldemar Kobus (* 1966), Schauspieler
- Gustaf Kossinna (1858–1931), Siedlungsarchäologe
- Walter Kollo (1878–1940), Komponist
- Erwin Kruk (1941–2017), Schriftsteller, „Stimme und literarisches Gedächtnis Masurens“
- Udo Lattek (1935–2015), Fußballspieler und -trainer
- Siegfried Lenz (1926–2014), Schriftsteller
- Albert Lieven (1906–1971), Schauspieler
- Erich von Lojewski (1909–1970), deutscher Journalist und Schriftsteller
- Arthur Ludwich (1840–1920), Klassischer Philologe
- Kurt Obitz (1907–1945), Mediziner, Publizist und Redakteur der Zeitschrift Cech–Masurischer Brief
- Manfred Rekowski (* 1958), evangelischer Theologe
- Fritz Skowronnek (1858–1939), Fischer und Jäger, Kartograph
- Bethel Henry Strousberg (1823–1884), Industrieller
- Hellmuth Stieff (1901–1944), General und Widerstandskämpfer
- Arno Surminski (* 1934), Schriftsteller
- Kurt Symanzik (1923–1983), Physiker
- Elisabeth von Thadden (1890–1944), Widerstandskämpferin
- Ernst Wiechert (1887–1950), Schriftsteller
- Wilhelm Wien (1864–1928), Physiker, Nobelpreis 1911
- Max Worgitzki (1884–1937), Politiker, Schriftsteller und Gründer des Allensteiner Theaters

## Sehenswürdigkeiten
Zu den bekanntesten Sehenswürdigkeiten in Masuren gehören:
- Barockschloss Dönhoffstädt
- Borkener Heide
- Freilichtmuseum der Volksbauweise
- Galindia Paradies
- Große Wildnis
- Heilige Linde
- Johannisburger Heide
- Lycker Kleinbahnen
- Masurischer Kanal
- Masurisches Heimatmuseum Owczarnia
- Pyramide in Rapa
- Rominter Heide
- Schloss Steinort
- Führerhauptquartier Wolfsschanze

### Sachbücher
- Andreas Kossert: Masuren. Ostpreußens vergessener Süden, 3. überarbeitete Auflage. Siedler-Verlag, Berlin 2002, ISBN 3-88680-696-0.
- Andreas Kossert: Ostpreussen – Geschichte und Mythos, 2. Auflage. Siedler-Verlag, Berlin 2005, ISBN 3-88680-808-4.
- Andreas Kossert: „Grenzlandpolitik“ und Ostforschung an der Peripherie des Reiches. Das ostpreußische Masuren 1919–1945. In: Vierteljahrshefte für Zeitgeschichte, Jg. 51 (2003), Heft 2, S. 117–146 (online).
- Erwin Kruk: Kronika z Mazur. Warschau 1989.
- Bernd Martin: Masuren – Mythos und Geschichte. Herrenalber Forum, Bd. 22, Evang. Presseverb. für Baden, 1998, ISBN 3-87210-122-6.
- André Micklitza: Masuren, 11. aktualisierte und erweiterte Auflage. Trescher Verlag, Berlin 2022, ISBN 978-3-89794-549-4.
- Reinhold Weber: Masuren: Geschichte – Land und Leute. Verlag Gerhard Rautenberg, Leer 1983, ISBN 3-7921-0285-4.
- Max Toeppen: Geschichte Masurens. Ein Beitrag zur preußischen Landes- und Kulturgeschichte. Verlag von Theodor Bertling, Danzig 1870. urn:nbn:de:gbv:9-g-5213825

### Sonstiges
- Wolfgang Koeppen: Es war einmal in Masuren. 2. Auflage. Frankfurt am Main 1991.
- Karl Eduard Schmidt: An Masurens Seen. Mit sieben Illustrationen nach Aufnahmen von Hofphotograph Gottheil in Königsberg. In: Reclams Universum: Moderne illustrierte Wochenschrift. 29.2 (1913), S. 1212–1217.
- Max Simoneit: Die masurischen Seen. 3. Auflage. Lötzen 1936.